# Janina Picard

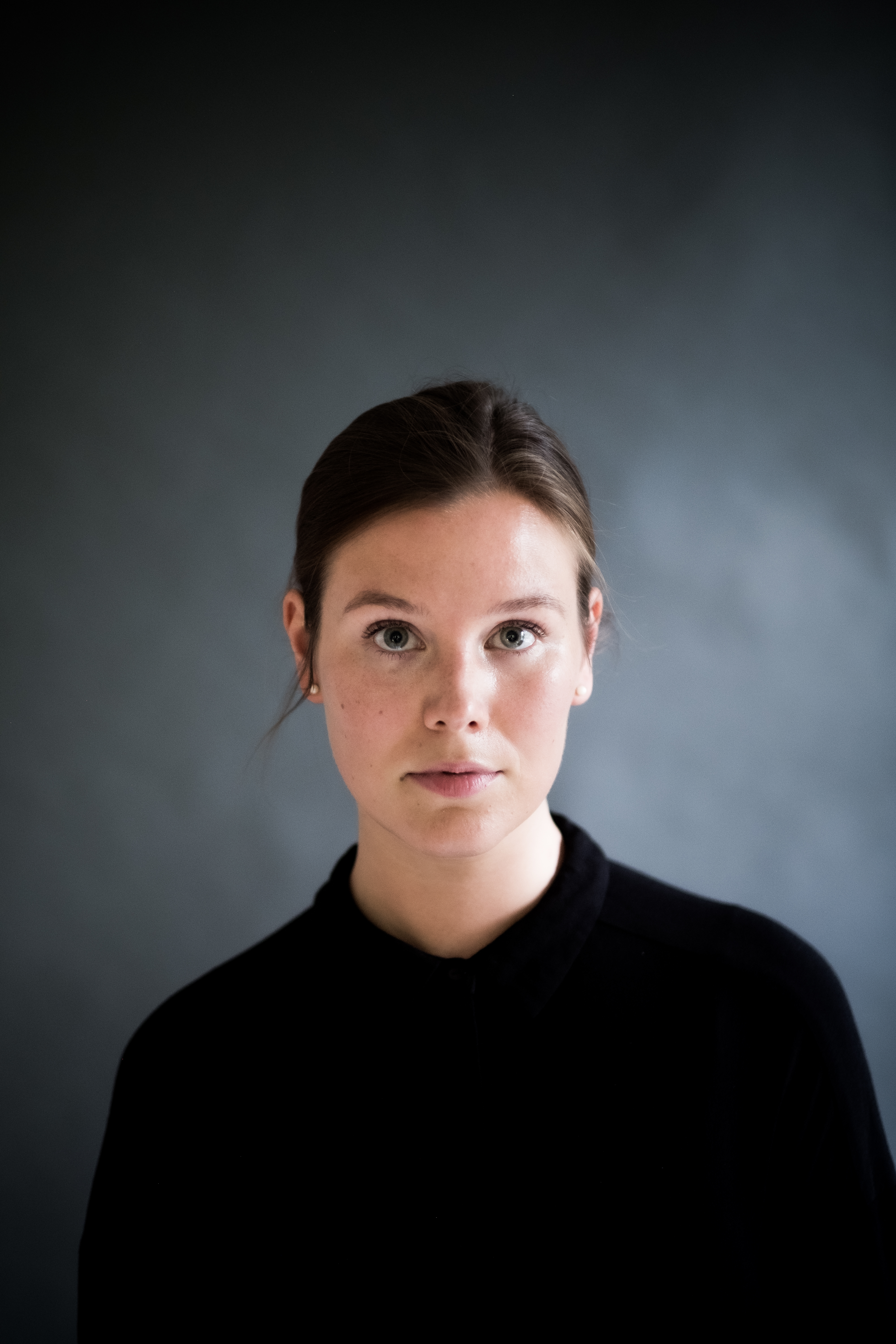
Janina Picard

Janina Picard (* 1994 in Frankfurt am Main) ist eine deutsche Schauspielerin, Synchronsprecherin und Hörspielsprecherin.

## Werdegang
Janina Picard wuchs in Frankfurt auf und hatte bereits während ihrer Schulzeit erste Fernsehrollen und wirkte in Kinderhörspielen mit. 2012 wurde sie einem breiteren Publikum bekannt als sie die Hauptrolle der Julia in der Jugendserie Romeo feat. Julia – Die HipHopHelden im Auftrag des SWR übernahm. Nach ihrem Abitur studierte sie ab 2013 an der Staatlichen Hochschule für Musik und darstellende Kunst Stuttgart, welche sie 2017 abschloss, und sammelte noch während des Studiums weitere Dreherfahrungen. So übernahm sie eine kleine Rolle in Oskar Roehler’s Quellen des Lebens und die Rolle der jungen Vera Kaltensee in dem deutschen ZDF-Fernsehfilm Tiefe Wunden – Ein Taunuskrimi.
Außerdem arbeitete sie bereits während des Studiums als künstlerische Sprecherin für den SWR und Arte für die sie bis heute als Sprecherin tätig ist. Janina Picard arbeitet auch als Sängerin und wurde von Fola Dada ausgebildet.
2017 konzipierte sie einen Theaterabend rund um das Leben der Lyrikerin Rose Ausländer, mit dem sie an verschiedenen Häusern als Gastspiel auftrat. 2018 zog sie nach New York, wo sie am Actors Studio unter Ellen Burstyn, Alec Baldwin und Sandra Seacat studierte. Während ihres Aufenthalts in New York wirkte Picard außerdem in verschiedenen studentischen Kurzfilmen mit.
Picard ist Mitglied im Bundesverband Schauspiel (BFFS).
Seit 2020 ist sie Stipendiatin der FAMAKunststiftung Hannover und lebt in Berlin.

## Filmografie (Auswahl)
- 2009: Dein Song (Fernsehserie)
- 2012: Die Sendung mit der Maus (Fernsehserie)[7]
- 2012: Romeo feat. Julia – Die HipHopHelden
- 2013: Quellen des Lebens
- 2015: Tiefe Wunden – Ein Taunuskrimi[8]
- 2016: MyHostel (Serienpilot)
- 2017: Honor – Max your fun (Werbefilm)
- 2018: Apt. #321 (Kurzfilm)
- 2018: Tranquility (Kurzspielfilm)
- 2022: Was reimt sich auf morgen (Kurzfilm)
- 2023: 3 Frauen 1 Streik

## Synchronsprecherin (Auswahl)
- 2014: Monument to Michael Jackson (als Jelena)
- 2016: Nordgriechenland: Die unbekannte Schöne (SWR-Dokumentation)
- 2017: Die Millionärs-Jägerinnen (Arte-Dokumentation)
- 2018: Mit Worten gegen den IS (Arte-Dokumentation)
- 2018: Das Dorf der Vergesslichen (Kurhaus Production, SWR)
- 2019: Deka Investments – Fonds Sparplan Kiss (als Audrey)

## Hörspiele (Auswahl)
- 2017: Tim Parks: Der ehrgeizige Mr. Duckworth (3. Teil: Mr. Duckworth sammelt den Tod) (Massimina Duckworth) – Regie: Philippe Bruehl (Hörspielbearbeitung, Kriminalhörspiel – SWR)[9]